# Sempione (bac)
Le Sempione est un bac lacustre naviguant sur le lac Majeur, qui effectue la liaison entre Intra sur la côte piémontaise, et Laveno en Lombardie. Il est baptisé d'après le nom italien du col du Simplon.
Il a été construit en 1976 par le chantier naval C.R.N (Costruzioni e Riparazioni Navali) à Ancône et mis en service l'année suivante. Il possède la particularité d'avoir deux ponts pour les voitures, limitant cependant la hauteur des véhicules à 2,20 mètres ; il a en revanche la plus grande capacité automobile de la flotte. Un troisième pont, au-dessus des deux ponts à voitures, est réservé aux passagers et dispose d'un restaurant.
Son indicatif est M/N Sempione (pour motonave, navire à moteur) ou TR Sempione (pour traghetto, ferry).

## Galerie de photos

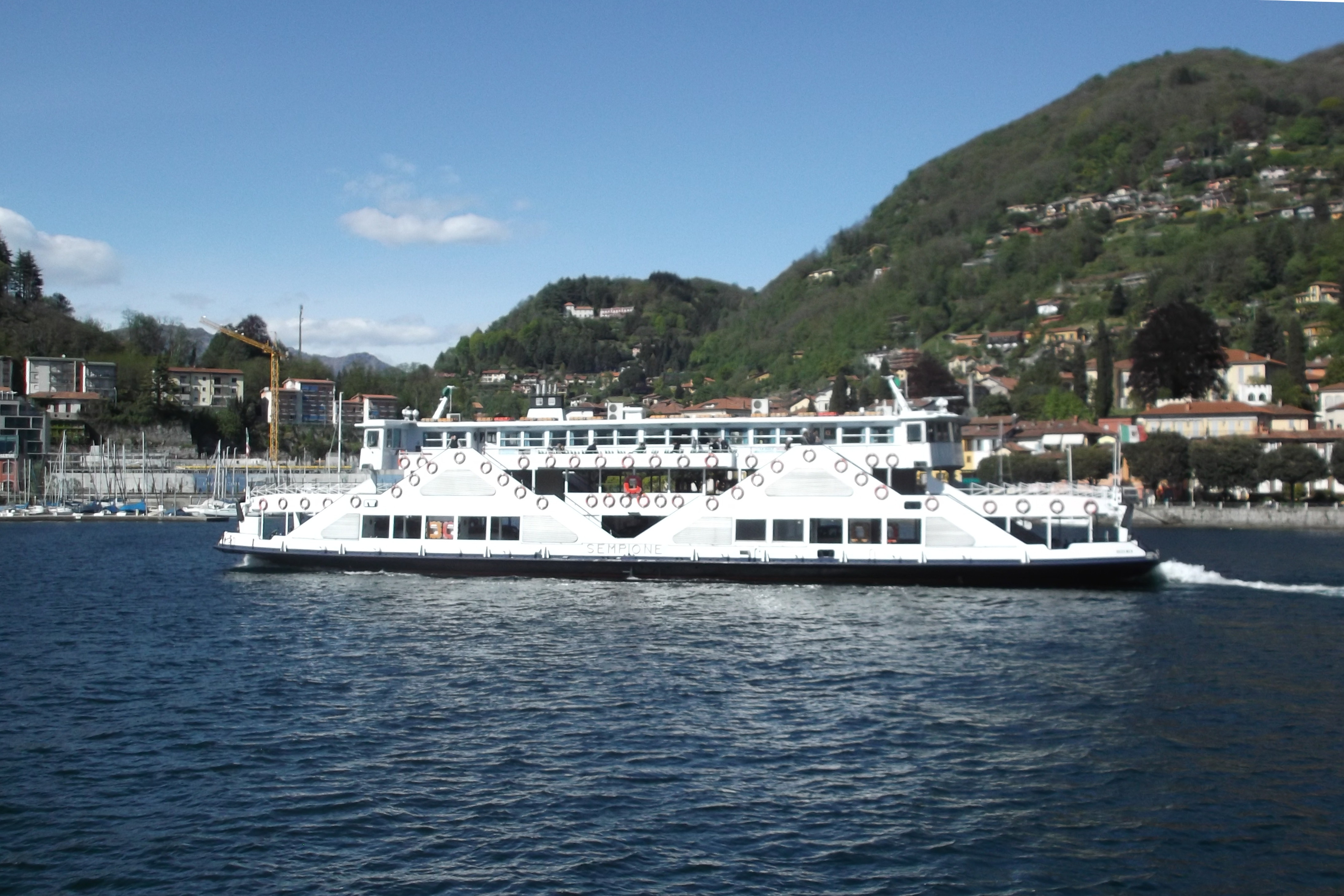
Le Sempione arrivant à Intra en 2016
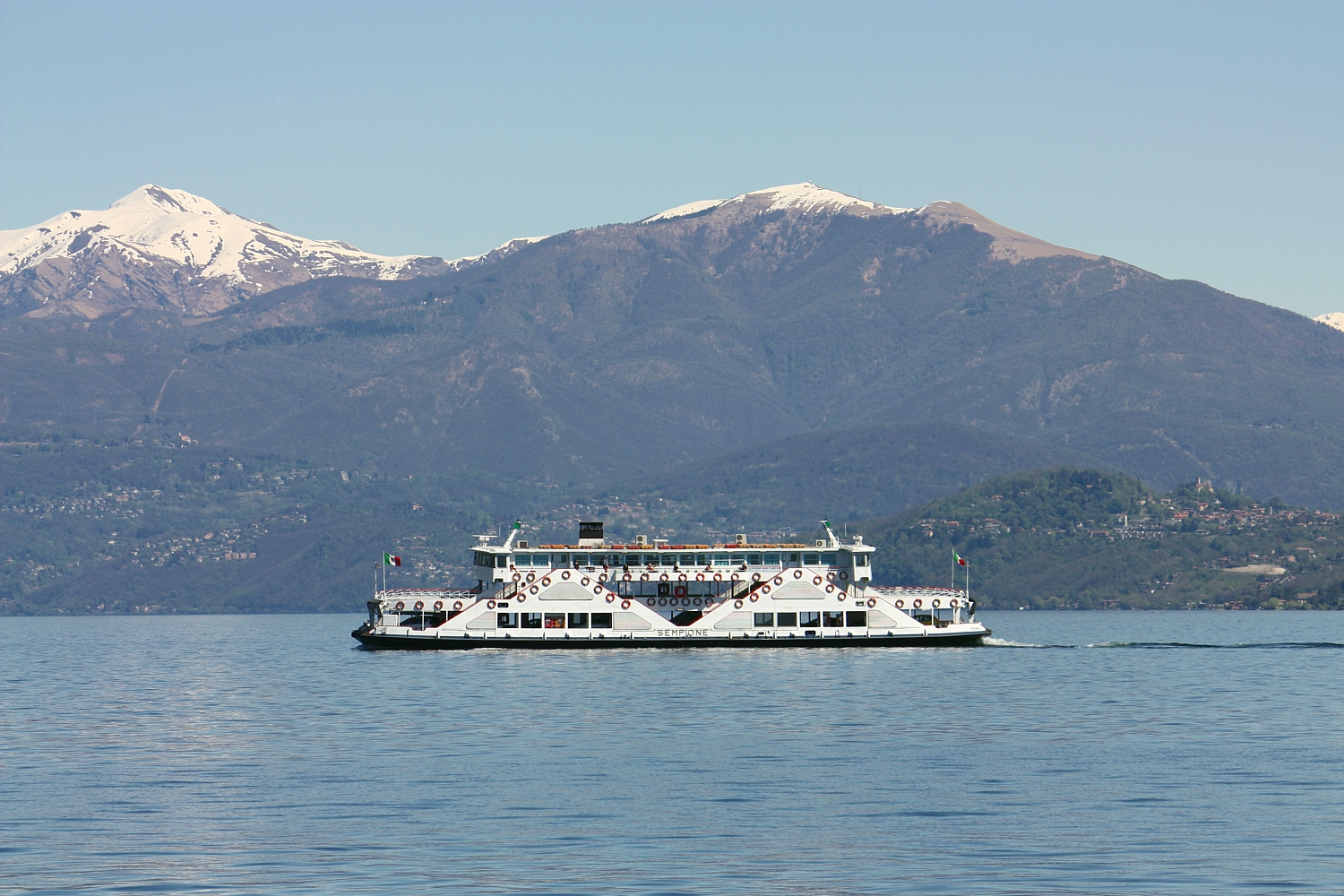
En 2014, devant le Monte Tamaro et le Monte Lema
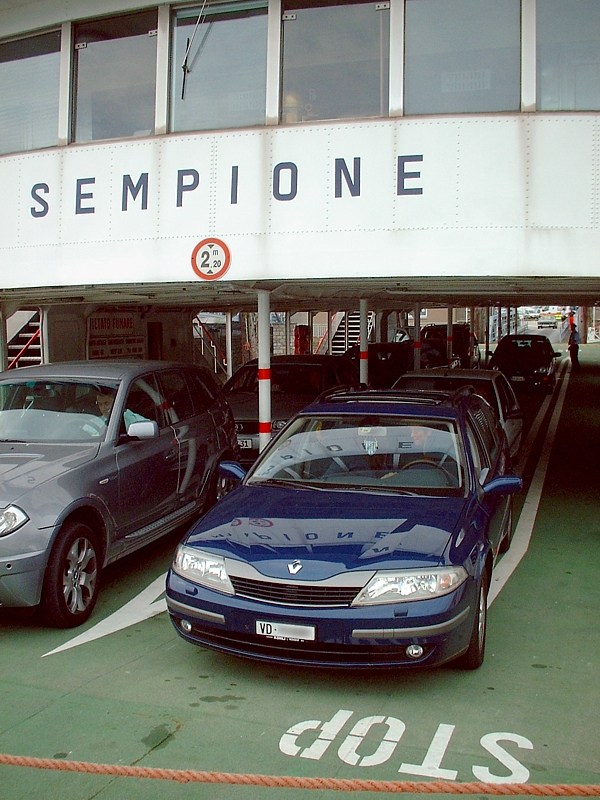
Voitures sur le pont supérieur